# 기독교 인민동맹

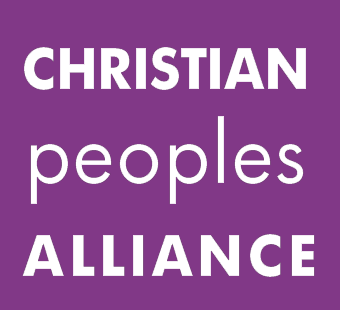

기독교 인민동맹(영어: Christian Peoples Alliance)은 영국의 중도우파 정당으로 1999년에 설립했다.

## 같이 보기
- 크리스천 컨선
- 영국 기독교당
- 기독교와 정치